# Karadzjalovo
Karadzjalovo (Bulgaars: Караджалово) is een dorp in Bulgarije. Het dorp is gelegen in de gemeente Parvomaï, oblast Plovdiv. Het dorp ligt hemelsbreed ongeveer 46 km ten zuidoosten van Plovdiv en 176 km ten zuidoosten van de hoofdstad Sofia.

## Bevolking
Op 31 december 2020 telde het dorp Karadzjalovo 966 inwoners. Het aantal inwoners vertoont al tientallen jaren een dalende trend: in 1946 had het dorp nog 2.886 inwoners.
| Bevolkingsontwikkeling van Karadzjalovo tussen 1934 en 2020 |
| ----------------------------------------------------------- |
|                                                             |
| Bron: Nationaal Statistisch Instituut van Bulgarije         |

Het dorp wordt grotendeels bewoond door etnische Bulgaren, maar er is ook een substantiële minderheid van Roma. In de volkstelling van 2011 identificeerden 829 van de 1063 ondervraagden zichzelf met de "Bulgaarse etniciteit", oftewel 78% van alle ondervraagden. De overige ondervraagden identificeerden zichzelf vooral als "Roma" (215 personen, of 20,2%).
| Etnische samenstelling van de respondenten (2011) | Etnische samenstelling van de respondenten (2011) | Etnische samenstelling van de respondenten (2011) | Etnische samenstelling van de respondenten (2011) | Etnische samenstelling van de respondenten (2011) |
| ------------------------------------------------- | ------------------------------------------------- | ------------------------------------------------- | ------------------------------------------------- | ------------------------------------------------- |
|                                                   |                                                   |                                                   |                                                   |                                                   |
| Bulgaren                                          | Bulgaren                                          |                                                   | 78,0%                                             | 78,0%                                             |
| Turken                                            | Turken                                            |                                                   | 1,0%                                              | 1,0%                                              |
| Roma                                              | Roma                                              |                                                   | 20,2%                                             | 20,2%                                             |
| Anders/Onbekend                                   | Anders/Onbekend                                   |                                                   | 1,5%                                              | 1,5%                                              |